# Stefan Schumacher
Pour les articles homonymes, voir Schumacher.
Stefan Schumacher, né le 21 juillet 1981 à Ostfildern, est un coureur cycliste et triathlète allemand. Il fait ses débuts professionnels en 2002 au sein de l'équipe allemande Deutsche Telekom et court entre 2006 et 2008 dans la formation Gerolsteiner. Révélé au plus haut niveau en 2006 par ses victoires sur le Tour de Pologne et l'Eneco Tour, il a ensuite remporté l'Amstel Gold Race 2007 et les deux étapes contre-la-montre du Tour de France 2008, avant qu'un contrôle antidopage positif dont il a été l'objet ne soit révélé en octobre. Il fait son retour en 2011 après avoir purgé sa suspension pour dopage en s'engageant avec l'équipe Miche-Guerciotti, puis Christina Watches-Kuma de 2012 à 2014. En mars 2013, il avoue s'être dopé à l'EPO et autres substances pendant sa carrière et notamment entre 2006 et 2008. Il met un terme à sa carrière de coureur en 2017 et pratique ensuite le triathlon.

## Biographie

### 2002-2005: les premières années professionnelles

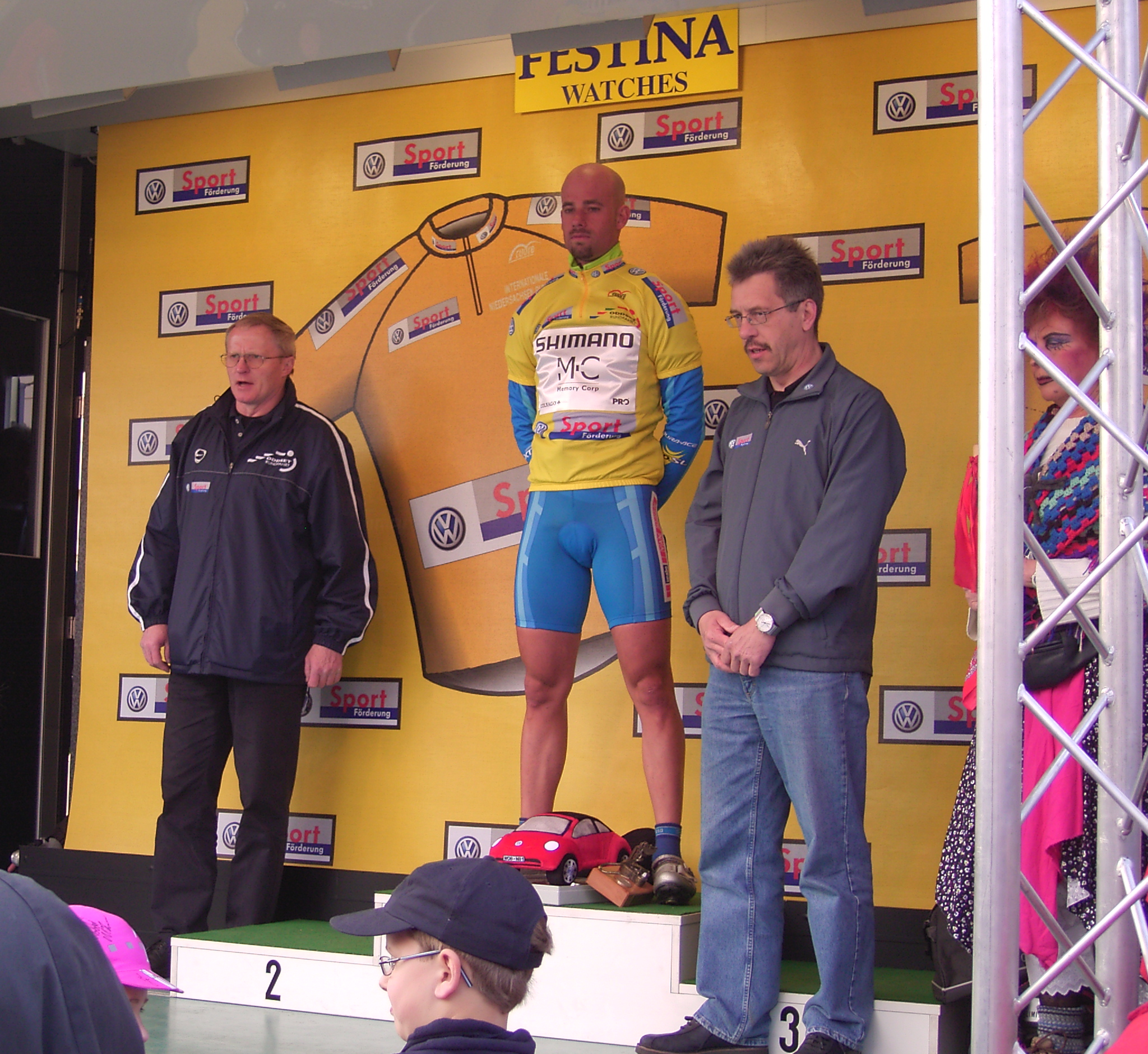
Stefan Schumacher, sur le podium du Tour de Basse-Saxe 2005

Stefan Schumacher commence sa carrière professionnelle en 2002 dans l'équipe Deutsche Telekom. Durant sa première saison, il est meilleur jeune du Tour de Basse-Saxe et de la Course de la Paix. À la fin de la saison 2003, faute d'avoir confirmé, son contrat n'est pas reconduit et il s'engage pour l'année suivante avec l'équipe de troisième division Lamonta, en compagnie de son coéquipier David Kopp.
Schumacher remporte en mai 2004 sa première victoire professionnelle, une étape du Tour de Bavière. Suivent deux secondes places, au championnat d'Allemagne derrière Andreas Klöden et au Tour de Hesse derrière Sebastian Lang, ainsi qu'une deuxième victoire sur la Course des raisins. Grâce à ces bons résultats, il est sélectionné dans l'équipe nationale pour les championnats du monde à Vérone, avec pour chef de file Erik Zabel qui se classe second.
En décembre, il est recruté par l'équipe continentale professionnelle Shimano.
Le printemps 2005 est pour Schumacher le trimestre de la révélation. Ses victoires finales sur le Ster Elektrotoer, le Tour de Basse-Saxe et le Tour de Rhénanie-Palatinat, ainsi que de nombreuses places d'honneur lui permettent de terminer à la cinquième place de la première édition de l'UCI Europe Tour. Il fait cependant l'objet d'un contrôle antidopage positif à la cathine durant le Tour de Rhénanie-Palatinat. Il est finalement acquitté en septembre après avoir démontré que la substance était issue d'un médicament prescrit par sa mère, médecin, afin de traiter son allergie au pollen. Malgré un été sans compétition, ses performances du printemps lui permettent de signer en novembre un contrat de trois ans avec l'équipe ProTour allemande Gerolsteiner, où il rejoint entre autres ses compagnons d'entraînement Volker Ordowski et Matthias Russ.

### 2006: l'arrivée dans l'équipe Gerolsteiner

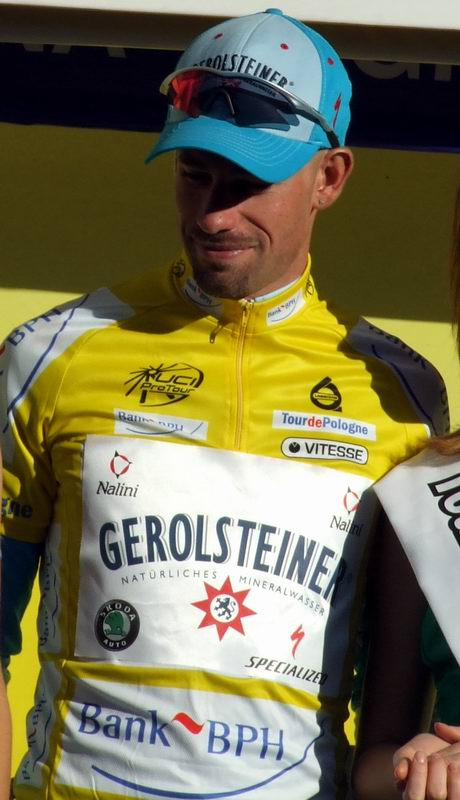
Stefan Schumacher, Karpacz, Tour de Pologne 2006

Stefan Schumacher s'affirme rapidement comme l'un des principaux éléments de sa nouvelle équipe. En mars, sur Paris-Nice, il se mêle aux sprints tout en se montrant résistant sur le parcours difficile de l'étape de St-Étienne. Le mois suivant, il remporte le Circuit de la Sarthe puis obtient un neuvième place à l'Amstel Gold Race. Le Tour d'Italie lui offre une première participation à un grand tour. Quatrième de la première étape courue contre-la-montre, il s'impose dès le surlendemain à Namur et s'empare du maillot rose, qu'il garde deux jours. En retrait dans les étapes de montagne, il glane un deuxième succès dans la dix-huitième étape. Après une victoire d'étape en Saxe en juillet, il participe au Tour d'Allemagne, où il prend part aux sprints tandis que son leader Levi Leipheimer prend la deuxième place du classement final.
Deux semaines plus tard, l'Eneco Tour vient s'ajouter à son palmarès. Vainqueur du prologue avec une seconde d'avance sur George Hincapie, il abandonne le maillot rouge de leader dès le lendemain à Tom Boonen. À l'issue du contre-la-montre de la quatrième étape, il est second du classement général avec trois secondes de retard sur Hincapie. Le résultat final demeure donc incertain jusqu'à la dernière étape. Se trouvant en tête du peloton à la poursuite de Philippe Gilbert dans le final, Schumacher fait un écart vers la droite afin d'éviter le bras d'un spectateur et provoque la chute d'Hincapie, placé dans sa roue. Il parvient à se classer troisième de l'étape et, grâce aux secondes de bonifications attribuées aux premiers coureurs arrivés, emporte de manière confuse sa première épreuve ProTour avec une seconde d'avance sur Hincapie.
En septembre, Stefan Schumacher remporte une seconde course par étapes du ProTour, le Tour de Pologne, en enlevant les deux dernières étapes. À l'issue de cette saison, il est classé dixième du ProTour, devant les leaders de la Gerolsteiner Levi Leipheimer et Davide Rebellin.

### 2007: la victoire à l'Amstel Gold Race et le podium des championnats de monde
La deuxième saison de Schumacher chez Gerolsteiner débute d'aussi bonne manière que la précédente s'était terminée. Il enlève en mars l'étape contre-la-montre de Tirreno-Adriatico devant son compatriote Andreas Klöden et achève l'épreuve au pied du podium. Il finit ensuite seizième de Milan-San Remo malgré un refroidissement. Le mois suivant, il chute durant le Tour du Pays Basque. Sa blessure, nécessitant douze points de suture, le maintient quatre jours au repos. Malgré ce contretemps, il va réaliser la semaine suivante la meilleure performance de sa carrière.
Sur l'Amstel Gold Race, il attaque dans les deux derniers kilomètres et franchit seul la ligne d'arrivée au sommet du Cauberg. Le succès est complet pour la Gerolsteiner, Davide Rebellin arrivant deuxième 21 secondes plus tard. Cette première victoire sur une classique fait dès lors de Schumacher l'un des favoris des championnats du monde organisés en octobre à Stuttgart, et qui constituent son principal objectif de la saison.

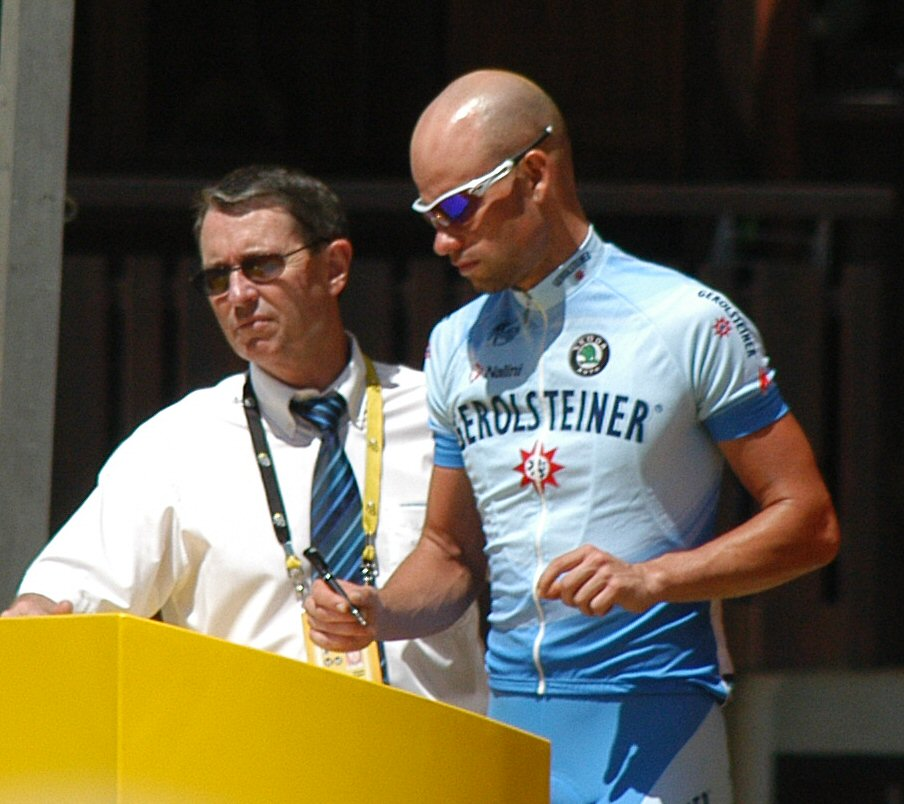
Schumacher au départ de la 8e étape du Tour de France 2007.

Son premier grand rendez-vous après ce succès a cependant lieu en juin, puisque Stefan Schumacher doit participer à son premier Tour de France. Sa préparation durant le mois de juin passe par le Tour de Bavière, qu'il remporte, et le Tour de Suisse, où il réalise de bons contre-la-montre (9e et 4e places) mais déçoit en montagne. Cette première « Grande boucle » est un échec. Après un mauvais prologue (38e), il chute dans la descente menant à Autun lors de la cinquième étape, sur laquelle il visait la victoire. Il termine néanmoins huitième du sprint final. La première étape de montagne, qui arrive au Grand Bornand met fin à ses espoirs de bien figurer au classement général : il en termine avec huit minutes de retard sur le vainqueur du jour Linus Gerdemann. Le lendemain, il attaque en début d'étape et franchit les deux premières difficultés en tête d'un groupe d'échappés, puis se met au service de son coéquipier, le grimpeur autrichien Bernhard Kohl, avant de lâcher prise dans le Cormet de Roselend. Après une quinzième place dans l'étape chronométrée entre Cognac et Angoulême, il achève le Tour en 87e position du classement général.
La préparation de Schumacher pour le mondial de Stuttgart passe, comme pour le champion en titre Paolo Bettini, par le Tour d'Espagne. Il effectue un bon contre-la-montre puis, lors de la quatorzième étape, il fait partie de l'échappée de onze coureurs arrivant à Villacarrillo avec dix minutes d'avance sur le peloton ; il s'y classe troisième. Trois jours plus tard, il ne prend pas le départ de l'étape, comme Bettini, dix jours avant l'épreuve en ligne des championnats du monde.
Ces championnats du monde revêtent une importance particulière pour Schumacher car ils sont organisés à Stuttgart, à vingt kilomètres de son lieu de résidence. La course en ligne se joue dans le dernier tour. Fabian Wegmann, son coéquipier tant en équipe nationale que chez Gerolsteiner, travaille efficacement comme lors de l'Amstel Gold Race et ramène le groupe de son leader sur Davide Rebellin et Alexandr Kolobnev. Schumacher parvient ensuite à s'insérer dans le groupe de cinq coureurs qui se détache pour s'en aller disputer la victoire au sprint. Nul ne parvient à résister à Bettini. Schumacher prend la médaille de bronze derrière Kolobnev.
Stefan Schumacher termine en outre la saison à la 24e place du ProTour, meilleur Allemand du classement et deuxième de l'équipe Gerolsteiner derrière Davide Rebellin.

### Fin 2007: les controverses
Quelques jours après le succès de Stuttgart, la Fédération allemande de cyclisme annonce qu'à l'occasion d'un contrôle antidopage réalisé par l'Agence nationale antidopage allemande le 25 septembre (soit cinq jours avant le championnat) Stefan Schumacher a présenté des « irrégularités dans divers paramètres » sanguins, notamment un hématocrite supérieur à 50 %. Des recherches complémentaires demandées par le coureur ont permis de démontrer que les anomalies étaient dues à la déshydratation causée par la diarrhée dont il souffrait à ce moment. Bien que blanchi de tout soupçon de dopage par sa fédération et par l'Union cycliste internationale, son cas ne manque pas de provoquer des remous en Allemagne, quelques mois après les aveux de plusieurs anciens coureurs de l'équipe Telekom.
Simultanément à cette controverse, Stefan Schumacher est à l'origine d'un accident de la circulation bénin, au cours duquel il endommage une clôture de jardin. Le contrôle policier survenu à l'occasion, après une soirée passée en discothèque, met en évidence une alcoolémie de 0,07 %, le tabloïd Bild évoquant également une consommation de stupéfiants. En janvier 2008, Schumacher révèle que des traces d'amphétamines ont effectivement été retrouvées dans son organisme lors de la prise de sang effectuée par la police. Affirmant « [ignorer] comment ces produits se trouvent dans [son] sang », il ne fera cependant pas l'objet de poursuites disciplinaires car la consommation d'amphétamines en dehors des périodes de compétition n'est pas considérée comme une pratique dopante.

### 2008-2010: contrôle positif et suspension

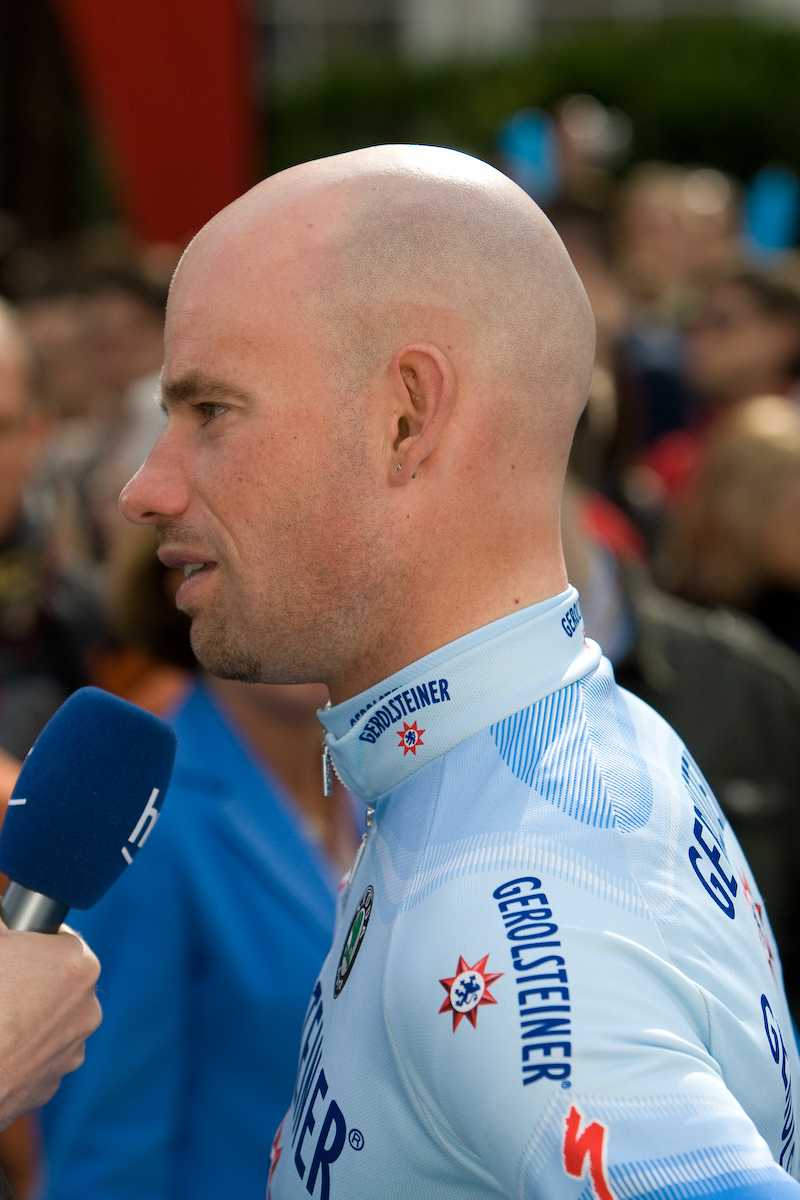
Au Grand Prix de Francfort 2008

La première grande course de la saison 2008 est Paris-Nice. Il y prend la troisième place du prologue remporté par Thor Hushovd, tandis que son coéquipier Davide Rebellin s'impose au classement final.
Lors du Tour de France 2008 il emporte la quatrième étape en contre-la-montre. Cette victoire lui permet de prendre la tête du classement général de l'épreuve et d'ainsi revêtir le maillot jaune.
Il remporte également la vingtième étape en devançant le spécialiste de cette épreuve Fabian Cancellara.
Pour la saison 2009, son équipe disparaissant, il s'engage avec Patrick Lefevere, manager de la formation Quick Step-Innergetic. Cependant, le 6 octobre, un contrôle positif à la CERA (EPO dite de troisième génération) durant le Tour est rendu public. De nouveaux tests effectués en octobre par l'Agence française de lutte contre le dopage mettent en évidence une positivité à deux reprises : le 3 juillet, avant le départ du Tour, et lors de la première journée de repos le 15 juillet. La Fédération allemande de cyclisme (BDR) et le manager de la Gerolsteiner envisagent des poursuites judiciaires à son encontre. La police allemande procède à une perquisition au domicile de Stefan Schumacher dans le cadre de cette affaire de dopage.
Le 29 avril 2009, la fédération allemande annonce que Schumacher a été contrôlé positif à l'EPO CERA lors des Jeux olympiques de 2008. Le résultat de l'échantillon A est confirmé en juillet 2009 lors de l'analyse de l'échantillon B. En novembre 2009, le Comité international olympique annule sa treizième place acquise lors du contre-la-montre des Jeux olympiques 2008. En janvier 2010, il est suspendu par le Tribunal arbitral du sport jusqu'au 27 août 2010.

### 2011-2017: retour et fin de carrière
Il fait son retour en 2011 après avoir purgé sa suspension pour dopage en s'engageant avec l'équipe Miche-Guerciotti. Il gagne cette année-là deux étapes du Tour des Asturies le prologue et la cinquième étape Tour d'Azerbaïdjan et monte sur la dernière marche du podium lors du Grand Prix du canton d'Argovie. En 2012, il rejoint la formation danoise Christina Watches-Onfone et gagne la troisième étape et le classement général du Tour de Serbie. Il est aussi vainqueur du Tour de Chine II.
En 2013, il s'adjuge la première étape du Tour d'Algérie et la troisième du Sibiu Cycling Tour (contre-la-montre). L'année suivante, il glane deux succès au Szlakiem Grodów Piastowskich et au Tour de Beauce. En fin de saison, il signe un contrat avec l'équipe continentale professionnelle polonaise CCC Polsat Polkowice.
Dans une interview accordée au magazine Der Spiegel à la fin du mois de mars 2013, il admet pour la première fois l'utilisation d'Epo, d"hormones de croissance et de corticostéroïdes. Il avait déjà commencé à utiliser des substances améliorant la performance au début de sa vingtaine. Il raconte également que certains des médecins du sport employés par l'équipe Gerolsteiner avaient coordonné l'approvisionnement en produits dopants. Ils ont également émis des ordonnances incorrectes pour des analgésiques et des médicaments à base de cortisone. Schumacher a accusé l’ancien chef d'équipe, Hans-Michael Holczer, d'être « parmi les meilleurs » à propos de tout cela, ce que Holczer a toujours nié,. Toujours en 2013, il fait face à un procès pour fraude contre son ancienne équipe. Schumacher avait été contrôlé positif à l'EPO CERA après le Tour de France et les Jeux olympiques de Pékin en 2008. Les tests positifs n'ont été rendus publics qu'en octobre de la même année. Pendant les trois mois écoulés, il a continué à toucher son salaire auprès de l'équipe Gerolsteiner, pour un montant total d’environ 150 000 euros. Cependant il est acquitté, car le tribunal a des doutes selon lesquels la direction de l’équipe Gerolsteiner était au courant du dopage de son coureur.
En 2015, il termine troisième du championnat d'Allemagne du contre-la-montre. En octobre 2016, il termine son premier Marathon de Francfort en 2 heures 51 minutes et 25 secondes. En 2017, il rejoint l'équipe Kuwait-Cartucho.es et arrête sa carrière de cycliste professionnel à la fin de la saison.

### Reconversion dans le triathlon
Depuis 2018, Stefan Schumacher est actif en tant que triathlète et entraîneur professionnel. En décembre 2018, pour son premier triathlon longue distance, il obtient sa qualification pour l'Ironman d'Hawaï 2019.

## Palmarès
- 1999
  - 1re étape du Grand Prix Général Patton
- 2004
  - 6e étape du Tour de Bavière
  - Course des raisins
  - 2e du championnat d'Allemagne sur route
  - 2e de la Jadranska Magistrala
  - 2e du Tour de Hesse
  - 3e du Poreč Trophy
- 2005
  - Classement général du Tour de Basse-Saxe
  - 1re, 2e, 3e et 4eb (contre-la-montre) étapes du Tour de Rhénanie-Palatinat
  - Classement général du Ster Elektrotoer
  - 2e du Tour de Cologne
  - 2e de l'Hel van het Mergelland
  - 3e du Tour de Rhénanie-Palatinat
- 2006
  - Classement général du Circuit de la Sarthe
  - 3e et 18e étapes du Tour d'Italie
  - 4e étape du Tour de Saxe (contre-la-montre)
  - Eneco Tour :
    - Classement général
    - Prologue

  - Tour de Pologne :
    - Classement général
    - 6e et 7e étapes

  - 3e de l'Eindhoven Team Time Trial
  - 9e de l'Amstel Gold Race
- 2007
  - 5e étape de Tirreno-Adriatico (contre-la-montre)
  - Amstel Gold Race
  - Tour de Bavière :
    - Classement général
    - 4e étape (contre-la-montre)

  -  Médaillé de bronze du championnat du monde sur route
- 2008
  - 4e étape du Tour de Bavière (contre-la-montre)
  - 2e du championnat d'Allemagne du contre-la-montre
  - 4e de Tirreno-Adriatico
- 2011
  - 1re et 2eb (contre-la-montre) étapes du Tour des Asturies
  - Prologue et 5e étapes du Tour d'Azerbaïdjan
  - 3e du Grand Prix du canton d'Argovie
- 2012
  - Tour de Malte :
    - Classement général
    - 1re et 4e étapes (contre-la-montre)

  - Tour de Serbie :
    - Classement général
    - 3e étape

  - 1re étape du Tour de Chine I (contre-la-montre par équipes)
  - Tour de Chine II : 
    - Classement général
    - Prologue et 4e étape (contre-la-montre)

  - 2e du Szlakiem Grodów Piastowskich
  - 2e du Tour de Chine I
  - 2e de l'UCI Asia Tour
  - 3e du Tour de San Luis[n 1],[37]
- 2013
  - 1re étape du Tour d'Algérie
  - 3ea étape du Sibiu Cycling Tour (contre-la-montre)
  - 2e du Tour d'Algérie[n 2]
  - 3e du championnat d'Allemagne du contre-la-montre
  - 3e du Tour d'Estonie
- 2014
  - 3e étape du Szlakiem Grodów Piastowskich (contre-la-montre)
  - 3e étape du Tour de Beauce (contre-la-montre)
- 2015
  - 3e du championnat d'Allemagne du contre-la-montre
- 2016
  - Classement général du Tour du Maroc

## Résultats sur les grands tours

### Tour d'Italie
1 participation
- 2006 : 76e, vainqueur des 3e et 18e étapes,  maillot rose pendant 2 jours.

### Tour de France
2 participations
- 2007 : 87e
- 2008 : 25e, vainqueur des 4e et 20e étapes

### Tour d'Espagne
2 participations
- 2007 : non-partant (18e étape)
- 2008 : non-partant (19e étape)

## Classements mondiaux
| Année              | 2005 | 2006 | 2007 | 2008 | 2009 | 2010 | 2011 | 2012 | 2013 | 2014 |
| ------------------ | ---- | ---- | ---- | ---- | ---- | ---- | ---- | ---- | ---- | ---- |
| Classement ProTour |      | 10e  | 23e  |      |      |      |      |      |      |      |
| UCI Africa Tour    |      |      |      |      |      |      |      |      | 30e  |      |
| UCI America Tour   |      |      |      |      |      |      |      | 58e  |      | 285e |
| UCI Asia Tour      |      |      |      |      |      |      | 90e  | 2e   | 295e | 417e |
| UCI Europe Tour    | 5e   |      |      |      |      |      | 63e  | 33e  | 88e  | 403e |